# Serrat de la Muga (Gisclareny)
El Serrat de la Muga és una serra del nord de Catalunya, als Pirineus Orientals, que s'estén en direcció oest-est, a continuació de la Serra del Cadí.
El seu inici és al Pas de Bous fins al cim de Pradell (2.213 m), on ha partir d'aquí continua com a Serra de la Moixa.
L'elevació màxima és de 2.252 metres prop del Pas de Bous, i la mínima és de 2.183 metres.
Constitueix un nexe d'unió entre la serra de Cadí, i la serra de Moixeró. Íntegrament es troba al parc natural Cadí-Moixeró.